# Дурбе
Дурбе (произношение) (на латвийски: Durbe) е град в западна Латвия, намиращ се в историческата област Курземе и е част от административния район Лиепая. Градът се намира на 195 km от столицата Рига. Населението му е 503 жители (по приблизителна оценка от януари 2018 г.).

## История
Дурбе е за първи споменат през 1260 година във връзка с Битката при Дурбе близо до езерото Дурбе. На 13 юли 1260 самогитите (познати още като жмуди) успяват да победят обединените сили на Тевтонския орден от Прусия и Ливонския орден от Ливония. Около 150 рицари намират смъртта си в тази битка, сред които и Великият майстор на ливонците Бухард фон Хорнхаузен и пруския ландмаршал Ботел. В друга битка близо до съвременния град Айзкраукле загиват 71 рицари, превръщайки победата при Дурбе най-голямата загуба на Ливонския орден през 13 век. Победата на самогитите подкопава вярата в силата на Тевтонския орден и впоследствие избухват множество племенни въстания, най-голямото сред които са редицата от въстания организирани от балтийските прусаци.
По време на Великата северна война Дурбе е завлядян от руските сили и впоследствие унищожен до основи.
През 1893 Дурбе получава статут на град, който е потвърден през 1917 година. Гербът на града е създаден през 1925 и представлява сребърно ябълково дърво. Според латвийският фолклор ябълковото дърво е магически източник на младост и привлекателност.

## Известни личности
- Елизабете Гротхуса (1820 – 1896) – немско-балтийска писателка
- Атис Кронвалдс (1837 – 1875) – езиковед, публицист, педагог
- Лаубес Индрикис (1841 – 1889) – езиковед и публицист
- Йекабс Езерс (1869 – 1924) – писател
- Зигфридс Анна Меиервицс (1887 – 1925) – политик, дипломат, първи министър на външните работи на Латвия
- Фрицис Гулбис (1894 – 1951) – писател, редактор на вестник
- Гиртс Вилкс (1909 – 1983) – сценограф
- Мирдза Лукажа (р. 1930 г.) – скулптор
- Илга Зандберга (р. 1932 г.) – скулптор
- Индра Брике (р. 1957 г.) – актриса